# Dave Isay
David Avram "Dave" Isay (5 december 1965) is een Amerikaanse radioproducer en de oprichter van Sound Portraits Productions. Ook was hij in 2003 de oprichter van StoryCorps, een project waarin "gewone Amerikanen" een gesprek kunnen laten opnemen dat daarna deel gaat uitmaken van een immense verzameling van dergelijke gesprekken in de Library of Congress. In 2015 won hij de TED Prize, waarna het project werd uitgebreid tot een mondiaal platform voor het delen van levensverhalen.

## Prijzen
- 2015 TED Prize[4]
- 2006 Rockefeller Fellow[5]
- 2001 The Hillman Prize (met Stacy Abramson) for "Witness to an Execution" in NPR-programma All Things Considered
- 2000 MacArthur Fellows Program
- 1996 The Hillman Prize (met LeAlan Jones en Lloyd Newman) voor "Remorse: The 14 Stories of Eric Morse" in NPR-programma All Things Considered
- Vier Peabody Awards
- Twee Robert F. Kennedy Journalism Awards
- Guggenheim Fellow[6]

## Boeken
- Ties That Bind: Stories of Love and Gratitude From The First Ten Years of StoryCorps Editor David Isay met Lizzie Jacobs, Penguin Group, 2013, ISBN 978-1-101-63876-7
- All There Is: Love Stories from StoryCorps, Editor David Isay, Penguin Group, 2012, ISBN 978-1-101-55637-5
- Mom: A Celebration of Mothers from StoryCorps, Editor David Isay, Penguin Group, 2010, ISBN 9780143118800
- Listening Is an Act of Love: A Celebration of American Life from the Storycorps Project, Editor David Isay, Penguin Group, 2007, ISBN 978-1-59420-140-0
- Our America: Life and Death on the South Side of Chicago, Auteurs LeAlan Jones, Lloyd Newman, David Isay, Foto's John Anthony Brooks, Simon en Schuster, 1998, ISBN 978-0-671-00464-4
- Holding On: Dreamers, Visionaries, Eccentrics, and Other American Heroes, Auteur David Isay, Foto's Harvey Wang, W. W. Norton & Company, Incorporated, 1997, ISBN 978-0-393-31608-7
- 12 American Voices: An Authentic Listening and Integrated-Skills Text, Auteurs Maurice Cogan Hauck, Kenneth MacDougall, David Isay, Yale University Press, 2001, ISBN 978-0-300-08960-8